# Fabontó gombák
A fabontó vagy farontó gombák a természetben megtalálható növényi részekben található szerves polimereket használják táplálékforrásnak, így a biomassza lebontásában jelentős szerepük van.

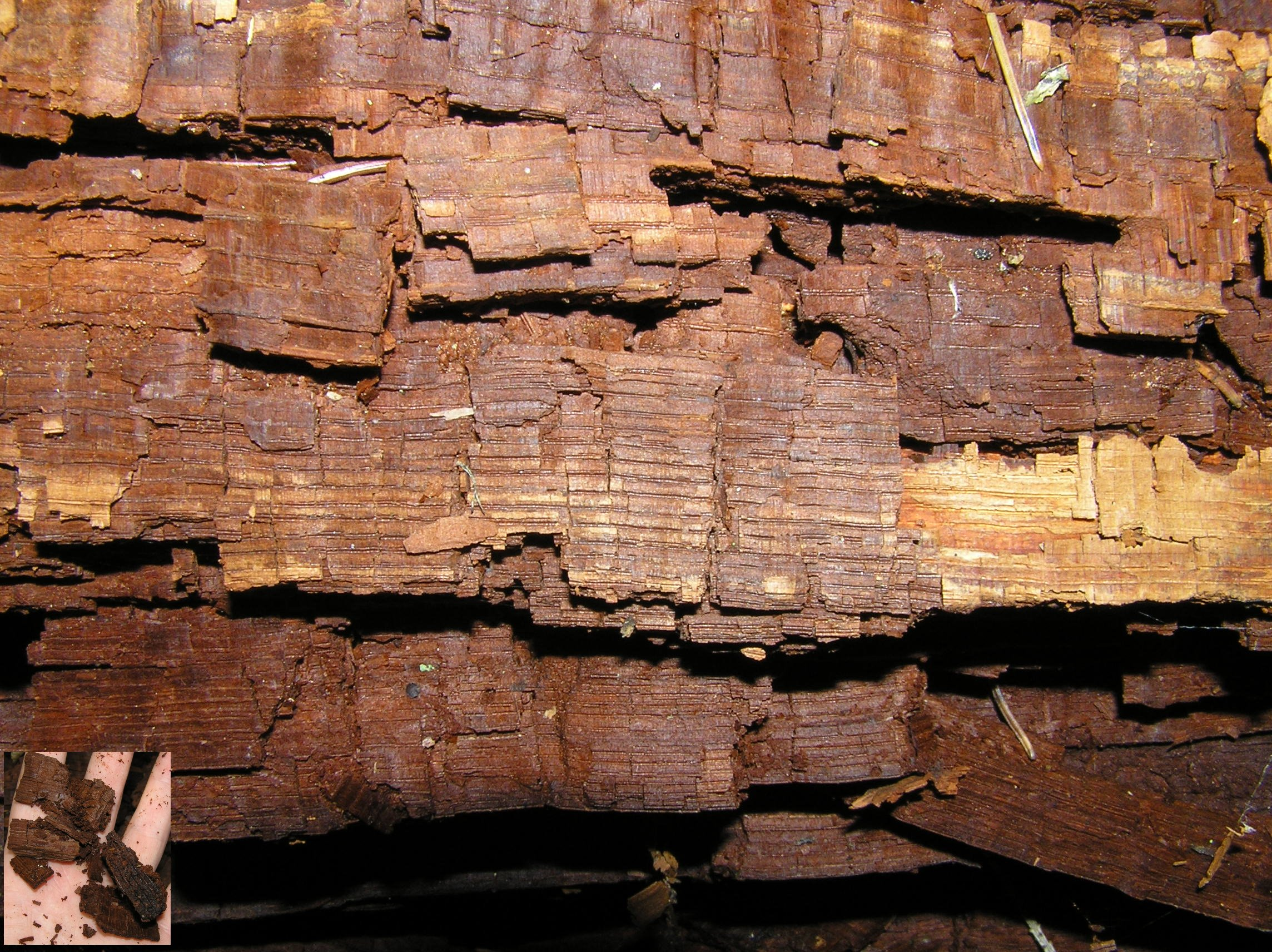
Tölgyfa törzsének barna korhadása

Keith Alexander 2008-as definíciója szerint a szaproxilofág szervezetek a faanyag lebontásában részt vevő gombák, illetve olyan egyéb fajok, amelyek e lebontási folyamat termékeire vannak utalva, és amelyek élő és elpusztult fákon egyaránt élnek. 

## Elterjedése, élőhelyei

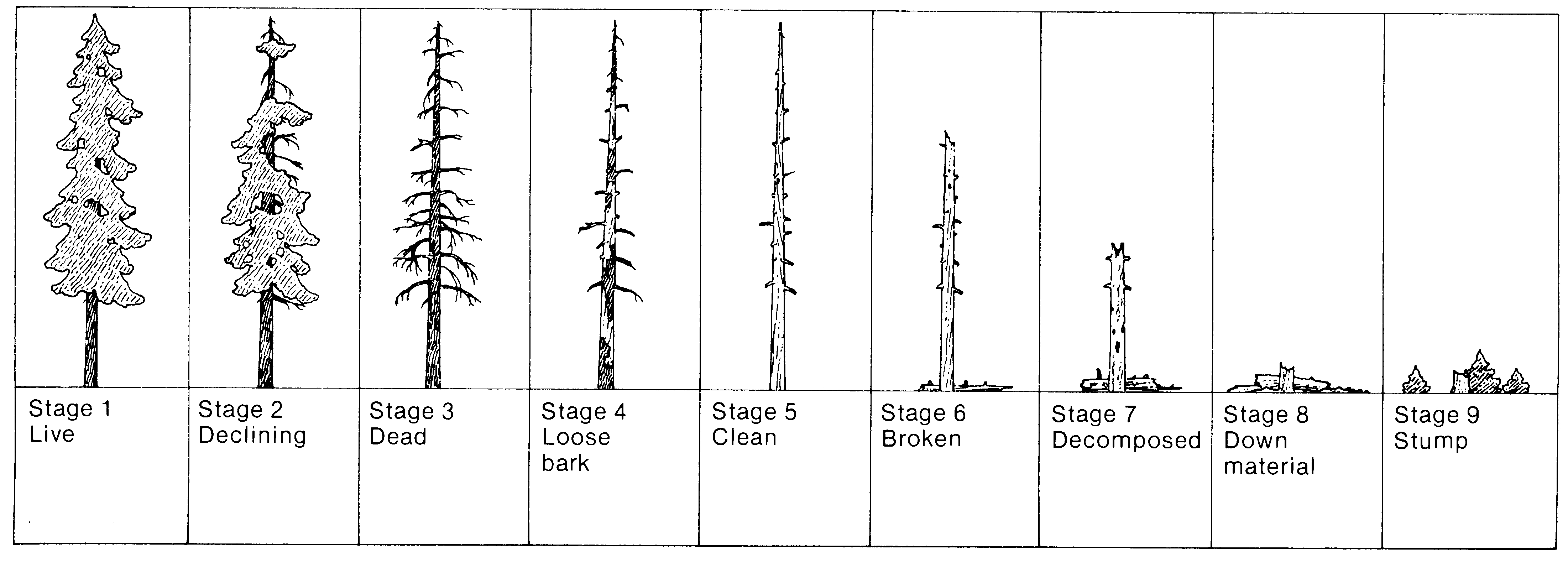
Egy fenyőfa elkorhadásának fázisai.

A permi földtörténeti időszak végén, kb. 250 millió évvel ezelőtt alakultak ki a karbon kor hatalmas földfelszíni növényi anyagának hasznosítására. A karbon korban felhalmozódott széntelepek  kialakulását magyarázza a korhadást okozó szervezetek hiánya. Terjedését segítette hogy ekkor egyetlen kontinens létezett a Pangea. Először a fehérkorhadást okozó változat alakult ki, a többi fabontó ennek leszármazottja. A genetika-történeti elemzések még nem teljesek amik a fajok közötti kapcsolatokat pontosan tisztáznák. Sok rovar is kialakult amik kifejezetten a holtfa, korhadék illetve gombák szöveteibe fúrnak járatokat.
A nedvesség és oxigén teljes hiányát nem képesek elviselni, de minden szárazföldi erdős élőhelyen megtalálhatóak a fabontó gombák és életközösségek. Számtalan faja létezik, sok specifikusan egyfajta növény lebontására specializálódott.

## Fabontó gombák életmódja

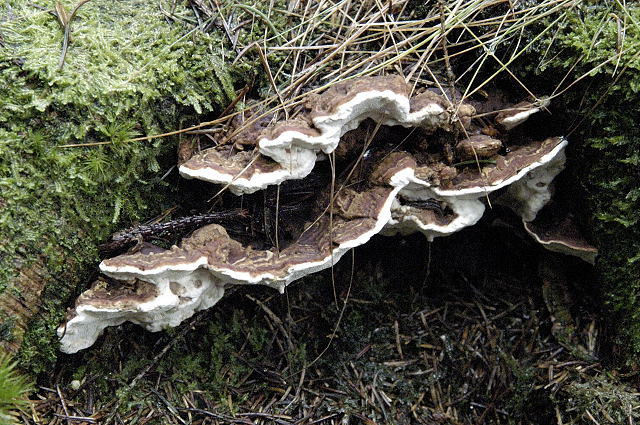
Gyökérrontó tapló - mely a fák gyökerén keresztül képes szomszédos egyedekre is átterjedni.

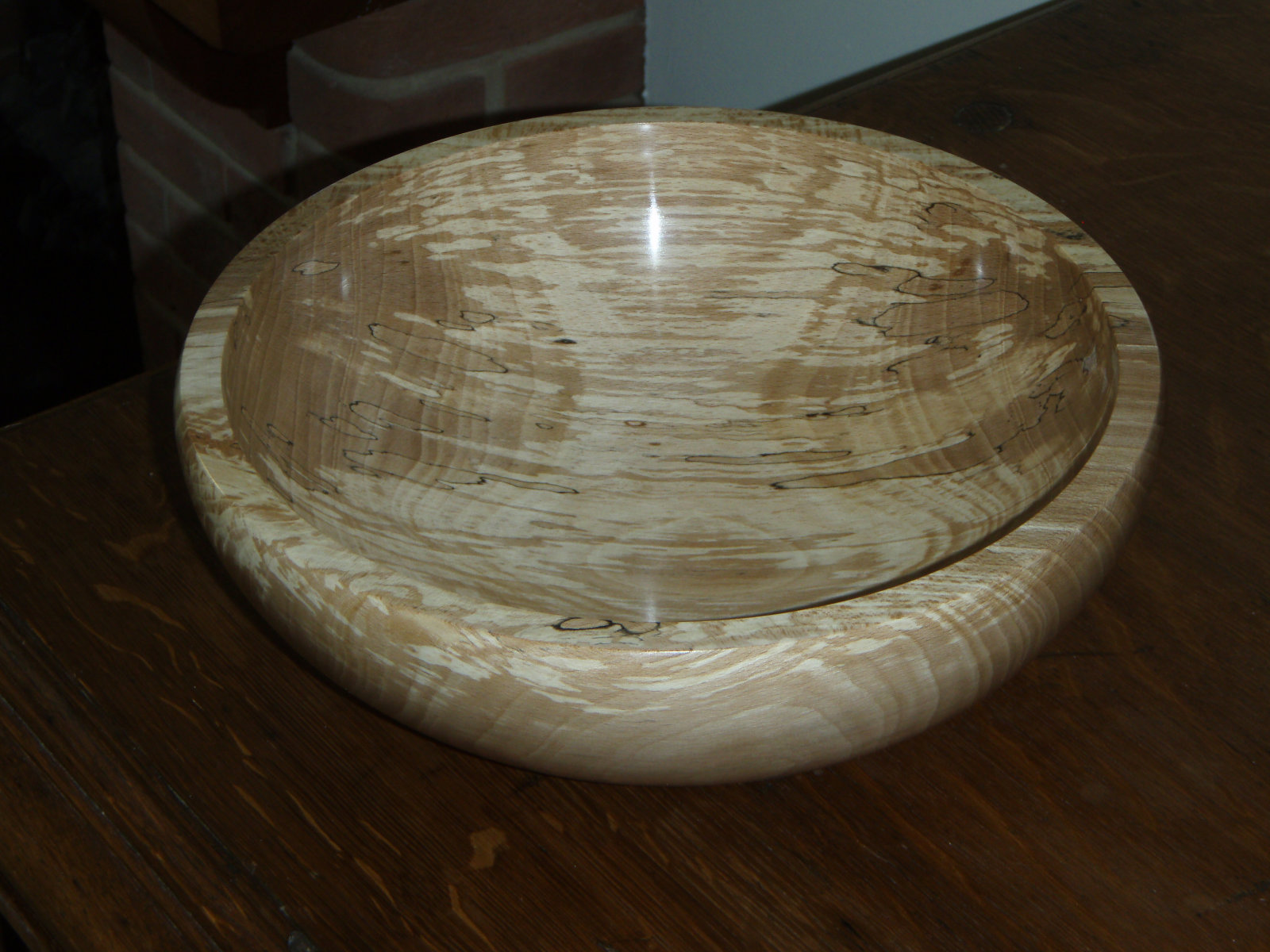
Füllesztett bükk tál

Egyes gombák nem képesek egyedül a fát kolonizálni, szükségük van arra, hogy más gombák megelőzzék őket a kedvező feltételek megteremtése érdekében. Az elsődleges és másodlagos kolonizáló gombák hullámokban haladnak előre, ahol az elsődleges kolonizálók kezdetben elfoglalják az erőforrásokat, megváltoztatják a fa pH-értékét és szerkezetét, majd védekeznek – védekezniük kell – a másodlagos kolonizátorok ellen, amelyek ekkor már képesek az átalakult terület kolonizálására. 
Az egészséges növényeket támadó gombák a még élőfák szövetét speciális enzimjeik segítségével elpusztítják, majd a holt faanyagot fogyasztják, ezek jellemzően a Hymenochaetales (taplógombák) rendjébe tartoznak, amik kb. 167 millió éve (130–180 millió éve) alakultak ki. Sok tapló pedig képes élő- és holtfát is hasznosítani, ilyen a vékony rozsdástapló (Inonotus cuticularis). 

### Fehér és barna korhadás
A fehér foltok és a kifakult hatás a fülledt fában a fehér-korhasztó gombáknak köszönhető. Elsősorban a keményfákon fordul elő. A fehér-korhasztó gombák a lignint dolgozzák fel, ezzel kifehérítik az adott területet, míg a barna korhadás gombái a cellulózt fogyasztják. Mindkettőnél jelentős az anyag szilárdság- és súlycsökkenése. Ha ez a lebomlás kontrollálatlan, akkor a faanyag összeroskad majd elporlik.

## Emberi beavatkozások
A faápolás foglalkozik a gombák lebontó tevékenységének korlátozásával. A füllesztés dísztárgyak készítésénél használt irányított gomba-szaporítás.